# Valentina Lisitsa
Valentina Lisitsa, ros.  Валентина Лисиця, Walentina Lisica (ur. 11 grudnia 1973 w Kijowie) – pianistka klasyczna specjalizująca się w okresie romantycznym. Mieszkała na Ukrainie, w USA, Kanadzie oraz Francji.
Urodzona na Ukrainie, nie uważa się jednak za obywatelkę ukraińską i nie posługuje językiem ukraińskim, znana jest też ze swojego silnie antyukraińskiego i prorosyjskiego nastawienia. W lutym 2022 roku przyjęła obywatelstwo rosyjskie.
Aktualnie mieszka w Stanach Zjednoczonych. Jej mężem jest pianista Aleksiej Kuzniecow, z którym gra w duecie.
Nagrała sześć płyt dla Audiofon Records (w tym dwie z mężem), recital ze skrzypaczką Idą Haendel, DVD z dwudziestoma czterema etiudami Fryderyka Chopina, dzieła Franza Schuberta i Ferenca Liszta oraz płytę zatytułowaną Black and Pink.
Artystka wypromowała się przez portal YouTube. Gra na fortepianie marki Bösendorfer i była twarzą tego przedsiębiorstwa.

## Kontrowersje
Artystka wielokrotnie wyrażała swoje poparcie dla polityki Kremla, po wybuchu w 2014 roku wojny w Donbasie opowiedziała się jako zwolenniczka prorosyjskich separatystów. W 2015 roku Toronto Symphony Orchestra odwołała swoje koncerty z pianistką z powodu jej kontrowersyjnych wpisów na Twitterze, w których określała władze ukraińskie jako nazistowskie i zarzucała im ludobójstwo na ludności rosyjskojęzycznej. W 2021 roku pianistka przyjęła obywatelstwo separatystycznej tzw. Donieckiej Republiki Ludowej.
Podczas rosyjskiej agresji na Ukrainę wyrażała swoje poparcie dla działań Federacji Rosyjskiej. 2 maja 2022 roku dała koncert przed budynkiem byłej ambasady ukraińskiej w Moskwie dla upamiętnienia prorosyjskich separatystów zabitych podczas starć w Odessie w 2014 roku, kilka dni później wystąpiła natomiast z okazji Dnia Zwycięstwa w okupowanym przez wojska rosyjskie Mariupolu.